# Christopher Bieber
Christopher Bieber (* 3. Juli 1989 in Bad Mergentheim) ist ein deutscher ehemaliger Fußballspieler.

## Karriere
Der aus Lauda-Königshofen stammende Angreifer spielte in seiner Jugend zunächst für seine Heimatvereine, den SV Königshofen und FV Lauda. Auf Werben des damaligen Jugendkoordinators des Karlsruher SC entschied sich Bieber 2006 für einen Wechsel in die A-Jugend dieses nordbadischen Vereins. Schon 2007 wurde Bieber erstmals für die zweite Mannschaft des KSC in der Regionalliga Süd eingesetzt und erzielte kurz nach seiner Einwechslung den Siegtreffer gegen den FSV Oggersheim. 2008 erhielt Christopher Bieber einen Vertrag für die U-23 des KSC und wurde seit der Saison 2009/10 an den Kader der ersten Mannschaft herangeführt. Sein Profidebüt gab Bieber am 5. Februar 2010 im Zweitligaspiel des Karlsruher SC beim FC St. Pauli. Allerdings konnte er sich nicht dauerhaft als Alternative im Sturm durchsetzen.
Nach lediglich zwei Einsätzen in der ersten Mannschaft des KSC wechselte Bieber im August 2011 zum niederländischen Zweitligisten FC Oss, wo er zum Stammspieler avancierte und zehn Saisontore erzielte.
Dennoch verließ er den FC Oss nach nur einem Jahr wieder und kehrte nach Deutschland zurück, um sich dem Regionalligaaufsteiger Würzburger Kickers anzuschließen. Auch in Würzburg wurde er aufgrund seiner hervorragenden Torquote Stammspieler. In Biebers zweiter Saison bei den Kickers gelang dem Team der Gewinn des Bayerischen Landespokals, nachdem der SV Schalding-Heining im Finale geschlagen werden konnte. Noch erfolgreicher wurde sein drittes Jahr in Würzburg: Neben der Teilnahme am DFB-Pokal feierte Bieber mit den Kickers die Meisterschaft in der Regionalliga Bayern 2014/15 und den Aufstieg in die 3. Liga. Er hatte mit 19 Saisontoren wesentlichen Anteil daran.
Am 15. Mai 2016 wurde bekanntgegeben, dass Bieber zur Saison 2016/17 zum FC Rot-Weiß Erfurt wechselt. Nach zwei Jahren wechselte Bieber zur Saison 2018/19 zum neu fusionierten Hessenligisten SG Barockstadt Fulda-Lehnerz.

## Erfolge
- Gewinn des Bayerischen Toto-Pokals 2014 mit dem FC Würzburger Kickers
- Meister der Regionalliga Bayern 2015 mit dem FC Würzburger Kickers
- Aufstieg in die 3. Liga 2015 mit dem FC Würzburger Kickers
- Aufstieg in die 2. Bundesliga 2016 mit dem FC Würzburger Kickers
- Thüringer Landespokalsieger: 2016/17 mit dem FC Rot-Weiß Erfurt

## Trivia
- Der 1:0 Treffer im Spiel der Würzburger Kickers gegen Wacker Burghausen (Saison 2014/15) wurde von Bieber per spektakulärem Kopfball im Fallen erzielt, und das TV-Video in der Folge zum internationalen Internet-Hit.[4]